# Charmedia chavarriai
Charmedia chavarriai är en stekelart som beskrevs av David B. Wahl och Sime 2002. Charmedia chavarriai ingår i släktet Charmedia och familjen brokparasitsteklar. Inga underarter finns listade i Catalogue of Life.